# Roberto Posse
Roberto Posse (* 1943) ist ein italienischer Schauspieler.
Seine Karriere begann mit dem Horrorfilm Noa Noa (1974), in dem die Überlebenden der legendären Bounty-Meuterei auf einer Kannibalen-Insel landen. Es folgten ähnlich geartete Filme wie Das Leichenhaus der lebenden Toten (1974) und der Kriegsfilm Living Nightmare (1976). In Eriprando Viscontis Una spirale di nebbia (1977) wird er als Verführer auf Claude Jade angesetzt und in Die Insel der neuen Monster (1979) flieht er mit Barbara Bach vor Fischmenschen. Es folgten viele Filme wie Tutti Frutti – Rock'n'Roll (1979) und Cinderella 80/83/87 (1983). International war er unter anderem neben Sharon Stone in John Frankenheimers Verliebt in die Gefahr (1991) zu sehen.

## Filmografie (Auswahl)
- 1974: Noa Noa
- 1974: Das Leichenhaus der lebenden Toten (No profanar el sueño de los muertos)
- 1977: Una spirale di nebbia
- 1978: Tutti Frutti – Rock ’n’ Roll (Rock ’n’ Roll)
- 1979: Insel der neuen Monster (L’isola degli uomini pesce)
- 1979: Rosen von Danzig (Le rose di Danzica, Miniserie)
- 1980: Macabro – Die Küsse der Jane Baxter (Macabre)
- 1984: Cinderella ’80 (Cenerentola ’80)
- 1985: Ein Käfig voller Narren – Jetzt wird geheiratet (La Cage aux folles 3)
- 1986: Das blonde Mysterium (La ragazza dei lillà)
- 1987: Djangos Rückkehr (Django 2 – Il grande ritorno)
- 1989: Giulia – Aus dem Leben einer Schriftstellerin (Disperatamente Giulia, Miniserie)
- 1990: Ein Kind mit Namen Jesus (Un bambino di nome Gesù, Fernsehfilm)
- 1991: Verliebt in die Gefahr (Year of the Gun)
- 1996: Hotel Rome (Albergo Roma)
- 2002–2003: Il Bello delle Donne (Fernsehserie, 7 Folgen)
- 2019: A.N.I.M.A. Atassia Neuro Ipofisaria Monolaterale Acuta
- 2022: The Man from Rome – Der Vatikan Code (The Man from Rome)